# Hesperantha coccinea
Espèce
Synonymes
- Schizostylis coccinea Backh. & Harv. (1864).
- Schizostylis pauciflora Klatt (1867).
- Schizostylis ixioides Harv. ex Baker (1877)[1].

Hesperantha coccinea (lis des Cafres, Lis de rivière  ; syn. Schizostylis coccinea Backh. et Harv.) est une espèce de plantes à fleurs de la famille  des Iridaceae, native d'Afrique du Sud et du Zimbabwe.
C'est une vivace semi-persistante à croissance rapide, avec une feuille mince lancéolée jusqu'à 40 cm de long et 1 cm de large. Les fleurs sont rouges, parfois roses ou même blanches, de 30 à 35 mm de diamètre, avec six pétales ; elles sont au nombre de quatre à dix alternativement sur un épi à la fin de l'été et en automne.

## Description
port : de fines touffes, érigées, évasées en tous sens, feuilles légèrement retombantes, faisant penser à des glaïeuls.
hauteur : 40 à 90cm pour un étalement d'environ 30cm.
feuillage : caduc, persistant en climat doux, vert franc. Fines feuilles rubanées en forme de glaive.
floraison : tardive en automne (octobre-novembre), voire plus sous des climats plus doux. Fin épis d'une dizaine de fleurs en coupe à 6 pétales lancéolés, à longues étamines et style trifide.

## Utilisations et culture
Elle est cultivée pour ses fleurs comme plante ornementale dans les jardins, utilisée aussi en fleurs à couper. Sa limite de résistance au froid est entre -5 °C et -10 °C. Dans les régions plus froides, elle est cultivée sous abris. Il est parfois connu en culture comme Lis des "Cafres". Le lis des "cafres" est considéré comme invasive dans certaines parties de l'Afrique.
On peut la multiplier par division des touffes en mars-avril, mais il est important de ne les diviser que tous les 3 ou 4 ans. On peut aussi récolter les bulbilles, au printemps, le long des épis si on ne supprime pas les hampes défleuries trop tôt.